# Srebro
Srebro (Ag, łac. argentum) – pierwiastek chemiczny z grupy metali przejściowych w układzie okresowym. Jest srebrzystobiałym metalem, o największej przewodności elektrycznej i termicznej. W przyrodzie występuje w stanie wolnym, a także w minerałach, takich jak argentyt czy chlorargyryt. Większość wydobywanego srebra występuje jako domieszka rud miedzi, złota, ołowiu i cynku.
Srebro było znane w starożytności. Ceniono je jako metal szlachetny i używano jako walutę, a także do produkcji biżuterii, srebrnych naczyń i sztućców. Obecnie stosuje się je także do produkcji filmów fotograficznych, styków elektrycznych i luster. Pierwiastkowe srebro jest katalizatorem.
Srebro ma właściwości bakteriobójcze. W medycynie niekonwencjonalnej stosuje się srebro koloidalne w celu leczenia różnych dolegliwości. Spożycie dużej ilości srebra może spowodować chorobę zwaną argyrią, charakteryzującą się nieodwracalną zmianą koloru skóry na niebieskoszary.
Nazwa metalu w języku polskim i iliryjskim reprezentuje dawne zapożyczenia wywodzące się z obszaru Półwyspu Iberyjskiego (iber. silar, bask. zillar, zilhar, zidar ‘srebro’) i związana jest zapewne z wędrówką Gotów do Hiszpanii (goc. silubr).

## Najważniejsze cechy
Srebro jest bardzo ciągliwym i kowalnym (nieco twardszym od złota), jednowartościowym metalem 11 grupy, z lśniącym połyskiem, dającym się łatwo polerować.
Ma największą ze wszystkich metali przewodność elektryczną, większą nawet od miedzi, ale jego cena i skłonność do korozji związanej ze znajdującymi się w atmosferze tlenkami siarki, przeszkodziły w zastosowaniu go do produkcji przewodów elektrycznych, aczkolwiek użyto go w elektromagnesach służących do wzbogacania uranu podczas II wojny światowej (głównie z powodu deficytu miedzi podczas wojny).
Czyste srebro ma największą przewodność cieplną, najjaśniejszą barwę i największy współczynnik odbicia światła wśród metali dla światła widzialnego, aczkolwiek glin jeszcze bardziej odbija światło ultrafioletowe. Srebro ma także najmniejszą rezystancję kontaktową spośród wszystkich metali. Halogenki srebra są czułe na światło i ulegają pod jego wpływem powolnemu rozkładowi. Srebro nie reaguje z czystym powietrzem i wodą, ale matowieje w zetknięciu z ozonem, siarkowodorem, powietrzem zanieczyszczonym związkami siarki. Srebro w związkach najczęściej ma I stopień utlenienia (np. azotan srebra(I) AgNO
3), dużo rzadziej II (np. fluorek srebra(II) AgF
2) lub III (np. nadtlenosiarczan srebra(III) Ag

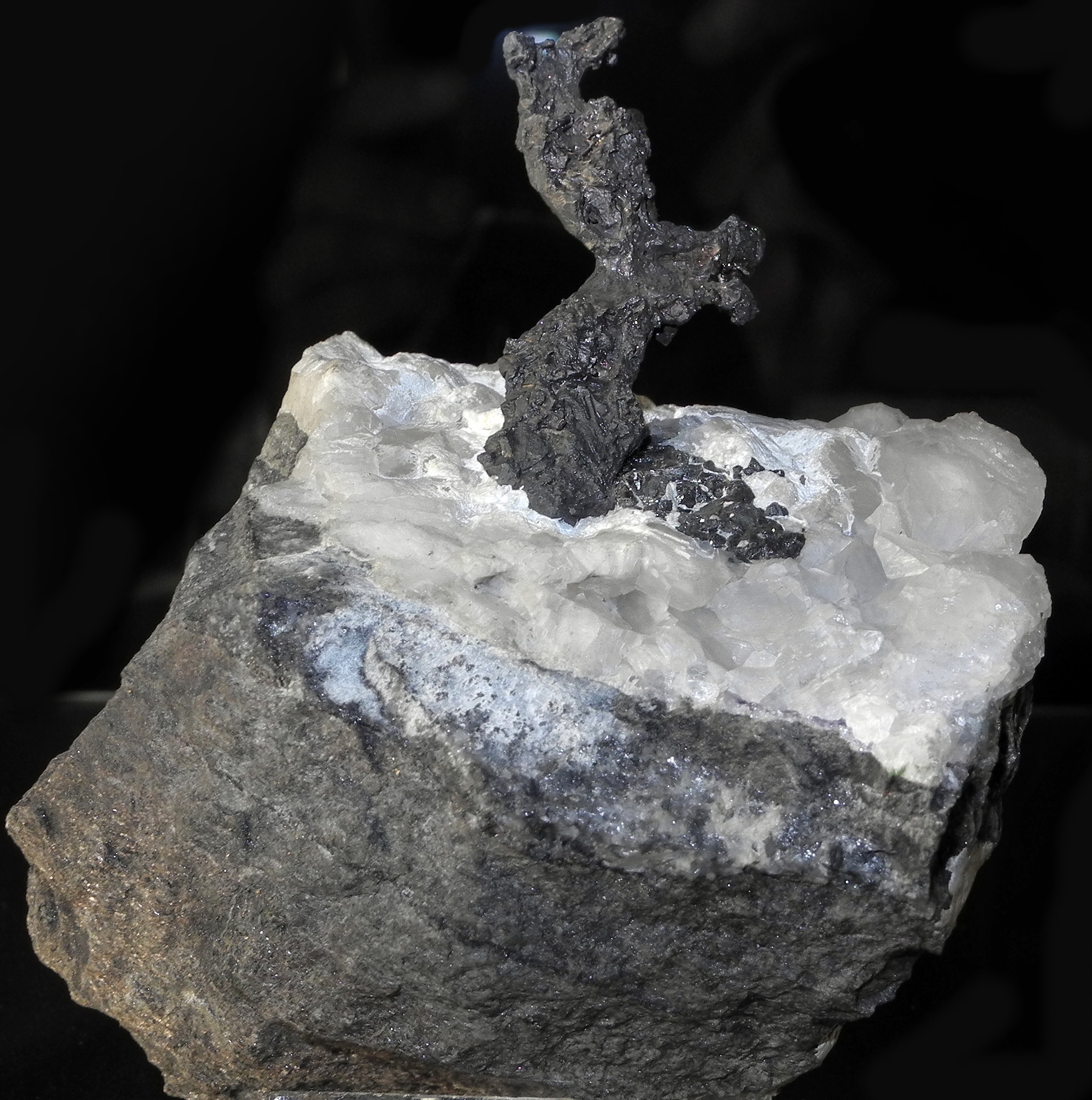
Srebro rodzime w Muzeum Mineralogicznym we Wrocławiu

2(SO
5)
3).

## Występowanie i wydobycie
Srebro występuje w przyrodzie w postaci rodzimej (zob. srebro rodzime), razem z siarką, arsenem, antymonem i chlorem, a także w rudach, takich jak argentyt (Ag
2S), chlorargyryt (AgCl) czy pirargyryt (Ag
3SbS
3). W skorupie ziemskiej występuje w proporcji ok. 7⋅10−2 ppm (ok. 17 razy częściej niż złoto). Głównymi źródłami srebra są rudy miedzi, miedzi z niklem, złota, ołowiu i ołowiu z cynkiem, wydobywane w Kanadzie, Meksyku, Peru, Polsce, Australii i Stanach Zjednoczonych.
Metal ten otrzymuje się także poprzez elektrolityczne oczyszczanie miedzi, bądź też zastosowanie metody Parkesa do wydzielenia go z rud ołowiu zawierających domieszki srebra. Czyste srebro wysokiej jakości zawiera przynajmniej 99,9% tego metalu, dostępne są także czystości powyżej 99,999%. W 2010 roku Meksyk z produkcją 128,6 mln uncji jest największym producentem srebra na świecie (15% światowej rocznej produkcji). Kolejne miejsca zajmują Peru i Chiny. Największym producentem srebra w Europie jest Polska. Dzięki dolnośląskim złożom miedzi i srebra eksploatowanym przez KGHM Polska Miedź wytwarzane jest rocznie ok. 1300 ton srebra rafinowanego. W 2010 KGHM Polska Miedź był trzecim producentem srebra na świecie, po australijskiej firmie BHP Billiton i Fresnillo plc. Roczny uzysk srebra w KGHM Polska Miedź wyniósł 37,2 mln uncji, co stanowiło ok. 4.5% światowej produkcji. W 2011 roku KGHM zajął pierwsze miejsce na świecie w produkcji srebra (40,5 mln uncji) przed BHP Billiton (38,9 mln) oraz Fresnillo (37,9 mln). Od 2010 roku można obserwować zmniejszone wydobycie w wielu dotychczasowych kopalniach z powodu wyeksploatowania łatwo dostępnych złóż.

## Zastosowanie
Srebro znajduje zastosowanie głównie jako metal szlachetny. Srebro próby 925 w stopie z miedzią jest używane do produkcji biżuterii, naczyń i sztućców. Używa się go też do produkcji medali. Instrumenty muzyczne wysokiej klasy, takie jak flety, są wytwarzane z tego stopu. Uważa się, że srebro wytwarza charakterystyczną barwę dźwięku, aczkolwiek inne metale, takie jak złoto i platyna, też są używane do produkcji fletów.

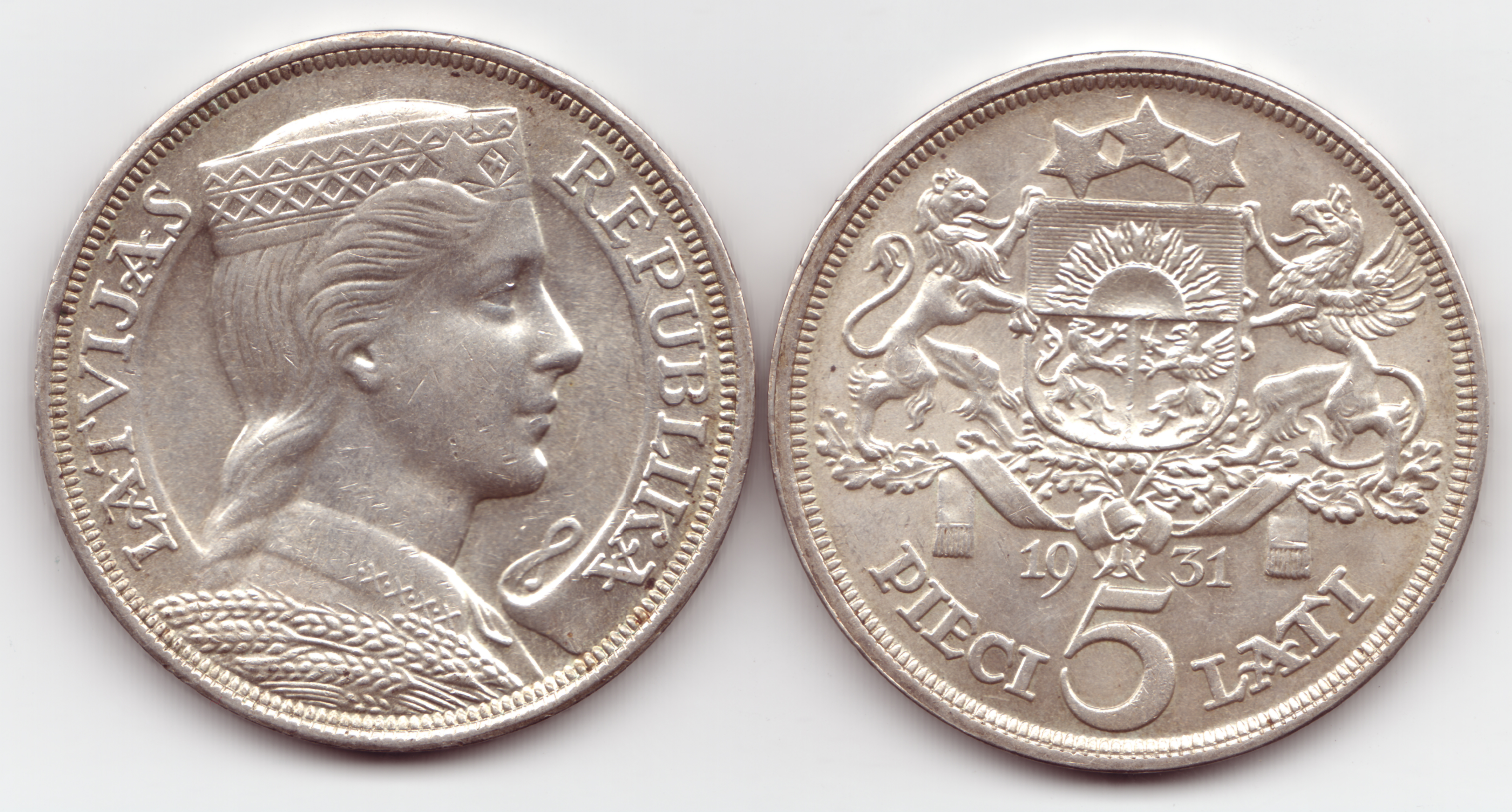
Łotewska srebrna moneta 5-łatowa, 1931 r.

Srebro było używane do produkcji monet już 700 lat p.n.e. w Lidii, w postaci stopu ze złotem, zwanego elektrum. Później monety zaczęto wytwarzać z czystego srebra. Funt brytyjski miał początkowo wartość 1 funta jubilerskiego (12 uncji trojańskich) srebra próby 925. Słowa „srebro” i „pieniądze” brzmią tak samo w przynajmniej 14 językach.
Srebro wykorzystuje się też na szeroką skalę w fotografii, w postaci związków – azotanu srebra i halogenków.
Związki srebra są toksyczne dla bakterii, wirusów, glonów i grzybów, podobnie jak związki innych metali ciężkich, takich jak ołowiu, miedzi czy rtęci. Jednakże w przeciwieństwie do nich, nie są one aż tak szkodliwe dla ludzi. Związki te zabijają wiele mikroorganizmów in vitro. Działanie bakteriobójcze srebra nie jest w pełni wyjaśnione. Tłumaczone bywa efektem oligodynamicznym. Teoria ta nie wyjaśnia jednak działania toksycznego na wirusy. Reaktywne jony srebra mogą zmieniać struktury ściany komórkowej i otoczki jądrowej, dezorganizując komórkę bakteryjną. Srebro także wiąże się do bakteryjnego DNA i RNA, denaturując je i blokując replikację.
Srebra używa się też do produkcji sprzętu elektrycznego i elektronicznego, gdzie jest cenione za bardzo dobrą przewodność elektryczną, nawet gdy jest utlenione. Ścieżki na niektórych płytkach drukowanych są wykonywane ze srebra. Klawiatury komputerowe posiadają styki wykonane ze srebra. W sprzęcie audio hi-fi miedź bywa zastępowana srebrem z uwagi na lepsze właściwości elektryczne. Tlenek srebra-kadmu jest używany do produkcji styków wysokiego napięcia, ponieważ minimalizuje powstawanie łuków elektrycznych. Srebro jest także niekiedy stosowane do produkcji spoiwa lutowniczego, a także baterii srebrowo-cynkowych i srebrowo-kadmowych o wysokiej pojemności. Pokrywanie elementów łożysk srebrem zapobiega ich zużywaniu.
Lustra wymagające jak najwyższego współczynnika odbicia światła (np. wysokiej jakości teleskopy) są pokrywane srebrem (srebrzone), aczkolwiek w zwykłych lustrach częściej stosuje się aluminium. W procesie rozpylania katodowego, warstwy srebra lub złota o różnej grubości mogą być nałożone na szkło, pozwalając na różny stopień przenikania światła.
Srebro znajduje zastosowanie przy produkcji ogniw fotowoltaicznych z uwagi na niskie wartości prądu i minimalizowanie strat wynikających z przekształcania energii światła na energię elektryczną. Szacuje się, że na 1 W mocy uzyskanej z panelu słonecznego, konieczne jest użycie ok. 0,1 g srebra.
Styki elektryczne wysokich napięć są wykonywane ze srebra lub pokrywane nim, z uwagi na konieczność wyeliminowania korozji – metale łatwo utleniające się (jak miedź) mogłyby spowodować rozłączenie obwodu i powstanie łuku elektrycznego niszczącego całe urządzenie.
Właściwości katalityczne srebra powodują, że znajduje ono zastosowanie jako katalizator reakcji utleniania, np. podczas produkcji formaldehydu z metanolu i powietrza. Srebro jest jedynym katalizatorem pozwalającym na przemianę etylenu w tlenek etylenu, który potem w wyniku hydrolizy daje glikol etylenowy, używany do produkcji poliestru.
Tlen jest łatwo absorbowany przez srebro, w porównaniu z innymi gazami obecnymi w powietrzu. Aktualnie są podejmowane próby wytworzenia srebrowej membrany, która pozwoliłaby na oddzielenie tlenu od powietrza.

### W medycynie
Metaliczne srebro (podobnie jak metaliczna miedź) wykazuje silne właściwości antybakteryjne. Właściwości lecznicze opisywał Hipokrates, a Fenicjanie przechowywali wodę, wino i ocet w naczyniach wykonanych ze srebra.
Związki srebra były używane podczas I wojny światowej w celu zapobiegania infekcjom, zanim pojawiły się antybiotyki. Do tego celu używano najczęściej roztworu azotanu srebra, a potem kremu zawierającego sól srebrową sulfadiazyny, który stosowano głównie na oparzenia.
Wiele narzędzi chirurgicznych jest pokrywane srebrem, także przyrządy służące do dializy (np. cewniki), wszędzie tam gdzie jest konieczne zmniejszenie ryzyka zakażeń bakteryjnych.
Obecnie srebro znajduje również zastosowanie jako środek dezynfekujący i odkażający. Sól srebrową kwasu alginowego stosuje się jako środek zapobiegawczy przed infekcjami ran i oparzeń. Metal ten stosuje się też w nowoczesnych pralkach i toaletach.
Srebro samo lub z dodatkiem cyny, miedzi lub złota może być mieszane z rtęcią w temperaturze pokojowej w celu wytworzenia amalgamatów niegdyś szeroko używanych do wypełnień zębów w dentystyce.

#### W medycynie niekonwencjonalnej
Związki srebra i srebro koloidalne są używane jako lekarstwo na różne dolegliwości. Na ogół środki te są nieszkodliwe, jednakże wielu ludzi przyjmuje zbyt duże dawki i zapada na srebrzycę po kilku miesiącach lub latach. Zaleca się konsultację z lekarzem przed przyjmowaniem tych środków.

#### Środki ostrożności
Srebro nie odgrywa żadnej biologicznej roli w organizmie człowieka, a jego wpływ na zdrowie jest przedmiotem sporów. Sam metal nie jest toksyczny, ale jego związki są i mogą wykazywać działanie rakotwórcze.
Srebro i jego związki mogą zostać wchłonięte do układu krwionośnego i spowodować srebrzycę – przebarwienie skóry, oczu i błon śluzowych na kolor niebieskoszary. Choć stan ten nie ma negatywnego wpływu na zdrowie ogólne, to jednak szpeci wygląd zewnętrzny i bardzo często jest nieodwracalny.

### W odzieży
Srebro jest naturalnym środkiem bakteriobójczym, dzięki czemu zapobiega powstawaniu przykrego zapachu i obniża ryzyko infekcji bakteryjnej lub grzybiczej. Do materiału, z którego jest wykonana odzież, można dodać srebro na dwa sposoby:
- poprzez zintegrowanie z polimerem, z którego wytworzone są włókna (nanotechnologia)
- poprzez pokrycie nim włókien

W obu przypadkach srebro zapobiega rozwojowi bakterii i grzybów. Dodatkowo, jest nieszkodliwe dla skóry i bakterie rzadko się na nie uodparniają, w przeciwieństwie do antybiotyków.
Srebro stosowano w celu zapobiegania przed infekcjami już w starożytnej Grecji i Rzymie. Odkryto je na nowo w średniowieczu i używano do dezynfekcji wody i konserwowania żywności, a także do leczenia oparzeń i ran. W XIX wieku marynarze podczas długich wypraw umieszczali srebrne monety w beczkach z wodą i winem, by zachowały świeżość.

## Związki srebra
- azotan srebra – stosowany jako składnik maści wspomagających gojenie ran
- bromek srebra – stosowany do produkcji emulsji światłoczułych
- jodek srebra – był stosowany do zasiewania chmur przy próbach sztucznego wywołania deszczu
- chlorek srebra – stosowany do produkcji emulsji światłoczułych
- siarczek srebra – nalot powstający na powierzchni przedmiotów srebrnych, narażonych na działanie związków siarki
- piorunian srebra – silny środek wybuchowy
- acetylenek srebra – silny środek wybuchowy
- siarczan srebra(I)
- siarczan srebra(II) – wykazuje właściwości paramagnetyczne
- fosforan srebra – używany jest w fotografice, medycynie i w optyce
- tlenek srebra(I) – stosowany w bateriach do zegarków jako katoda